# (10962) Sonnenborgh
(10962) Sonnenborgh (9530 P-L) – planetoida z pasa głównego asteroid okrążająca Słońce w ciągu 3,68 lat w średniej odległości 2,38 j.a. Odkryta 17 października 1960 roku.